# Donji Mihaljevec
Donji Mihaljevec – wieś w Chorwacji, w żupanii medzimurskiej, w gminie Sveta Marija. W 2011 roku liczyła 723 mieszkańców.